# Únanov
Únanov – wieś i gmina w Czechach, w powiecie Znojmo, w kraju południowomorawskim. Według danych z dnia 1 stycznia 2022 liczyła 1 288 mieszkańców.
Dobre warunki naturalne sprawiły, że najstarsze osadnictwo w rejonie wsi datuje się już od około 2000 lat p.n.e. Najstarsza pisana wzmianka o osadzie pochodzi z 1227, kiedy to król Przemysł Ottokar II podarował tutejszy dwór bítovskiemu murgrabiowi Piotrowi.
Centrum wsi tworzy rozległy plac z dominującą w środku rzeźbą św. Jana Nepomucena. Stoi tu też pomnik poległych w I wojnie światowej. Najważniejszym zabytkiem wsi jest kościół św. Prokopa, o którym pierwsza wzmianka pochodzi z 1346. W końcu XIX wieku obiekt został przebudowany, zmieniono m.in. dach i fasadę. Pierwszą szkołę postawiono we wsi w 1891, a rozbudowano ją około sto lat później. Miejscowość jest celem wycieczek - funkcjonuje tu otwarte kąpielisko Pohoda wraz z kompleksem boisk sportowych do różnych dyscyplin. Na terenie wsi znajduje się pomnik przyrody Losolosy. Najważniejszą postacią związaną z miejscowością był Josef Rudolecký, który zamieszkiwał w Únanovie w latach 1910-1945. Założył tutaj pierwszą na Znojemsku organizację Orel, a także był autorem Pieśni únanowskich Orłów (Písně Orlů únanovských).